# Диван Фізулі азербайджанською мовою
Диван Фізулі азербайджанською мовою — один із трьох диванів, створених поетом. Інші два написані перською та арабською мовами. Містить кілька панегіриків, рубаї та триста газелей.
Найдавніший відомий рукопис дивану, що зберігається в Інституті рукописів Академії наук Азербайджану в Баку, написано не пізніше кінця XVI століття. До інституту його передав Салман Мумтаз. Складається з 65 аркушів, кожен з яких містить 20 рядків. Рукопис дивану прикрашають дві мініатюри. На останній сторінці є печатка власника з датою: 1038 хиджри (1628).
Диван видавався кілька разів. 1924 року диван видав турецький філолог і публіцист Мехмет Фуат Кепрюлю під назвою «Мусаххабі кюліяті дивані Фізулі». 1948 року диван видав у Стамбулі турецький історик літератури Абдульбакі Гьолпинарли (друге видання — 1961 року). Також на основі старовинних рукописів диван Фізулі підготував та видав Інститут літератури та мови імені Нізамі в Баку.